# SVT Nyheter Småland
SVT Nyheter Småland är Sveriges Televisions regionala nyhetsprogram som bevakar Kronobergs län och Kalmar län. Programmet hade premiär 1983, men nyhetsredaktionen i Växjö fanns redan tidigare och levererade då material till exempelvis Rapport och Aktuellt.
Innan starten kunde smålänningar se regionala nyheter från angränsande TV-distrikt, bland annat de som bodde i norra Småland där man via Västervikssändaren kunde se Östnytt (Östnytts bevakningsområde var då större). När Smålandsnytt startade den 14 mars 1983 ändrades Västervikssändaren till att börja sända Smålandsnytt istället.
Analoga storsändare av Smålandsnytt var Emmaboda/Bälshult, Finnveden/Klockarhöjden, Jönköping/Bondberget, Nässjö, Vislanda/Nydala och Västervik/Fårhult. Dessutom sänds Smålandsnytt sedan december 2005 och februari 2006 som ett extra program i de digitala sändningarna från Borås/Dalsjöfors, Karlshamn, Karlskrona/Bryggareberget och Kisa.
År 2006 hade Smålandsnytt sin huvudredaktion i Växjö och lokalredaktioner i Jönköping och Kalmar. Efter att kvällssändningarna förändrades år 2004 sände Smålandsnytt 17.55, 19.10 (19.20 på sommaren), 22.00 och 22.15 varje vardagskväll, samt 17.55 och 21.15 på söndagar (utom på sommaren).
Nyhetssajten uppdaterades sju dagar i veckan. Sändningarna fanns som strömmande video på webben och från februari 2006 poddsänder Smålandsnytt varje vardag.
Den 15 mars 2006 startade Smålandsnytt 60 sekunder SVT Jönköping, ett en minut långt program med nyheter från Jönköpings län för webb, mobiltelefon och poddmottagare. Nyhetssändningen uppdateras varje vardag kl 15:30 (med uppehåll över sommaren).
Den 31 augusti 2006 gavs Jönköpings län en egen version av 17:55-sändningen som sändes från den digitala Jönköpings- och Nässjösändaren samt via satellit.
Numera har Jönköping fått en egen edition, Jönköpingsnytt som spelas in 18:45 på vardagar för att sändas ut parallellt med Smålandsnytt 19:15. Regionala nyheter sänds nu inom ramen för God morgon